# Effet de pointe

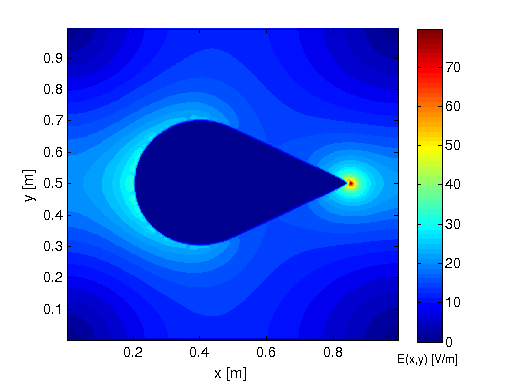
Visualisation de l'intensité du champ électrique sur une pointe

L'effet de pointe, aussi appelé pouvoir des pointes, est le nom donné à l'accumulation de charges électriques, et donc la création d'un fort champ électrique, au niveau des zones pointues de la surface d'un conducteur électrique (un objet métallique par exemple). Une application typique de ce phénomène est le paratonnerre.

## Phénomène
Partons d'une boule conductrice : les charges électriques, qui se repoussent mutuellement, se répartissent uniformément à la surface du conducteur.
Si maintenant on effectue un creux à la surface de la boule, les charges du fond du creux (là où la surface est localement concave) subissent en plus l'influence des charges situées au bord du creux. Ainsi, les charges au fond du creux sont davantage repoussées : une concavité dans la surface est moins chargée que le reste du conducteur.
Le phénomène contraire se produit si l'on effectue une pointe sur la boule : une charge à la surface de la pointe (là ou la surface est localement convexe) se retrouve, comparativement au reste de la surface, plus éloignée des autres charges, et donc subit une influence moindre. Les charges de la pointe sont moins repoussées, et s'accumulent donc sur la pointe : c'est l'effet de pointe. Plus la bosse est pointue (plus le rayon de courbure est faible), plus l'accumulation de charge est forte, et donc plus le champ électrique créé par ces charges est important.

## Principe
Considérons deux boules conductrices. Une grande boule de rayon R et une petite de rayon r=R/2. Si on les porte au même potentiel électrique V, la charge de chaque boule peut être calculée d'après cette formule :
{\displaystyle q_{R}=V\times 4\pi \varepsilon _{0}R}
{\displaystyle q_{r}=V\times 4\pi \varepsilon _{0}r={\frac {V\times 4\pi \varepsilon _{0}R}{2}}={\frac {q_{R}}{2}}}
La petite boule aura donc une charge électrique moitié moins importante que la grosse boule. Le module du champ électrique s'exprime alors ainsi :
{\displaystyle E_{R}={\frac {V\times R}{d^{2}}}}
{\displaystyle E_{r}={\frac {V\times r}{d^{2}}}={\frac {V\times R/2}{d^{2}}}={\frac {1}{2}}{\frac {V\times R}{d^{2}}}={\frac {E_{R}}{2}}}
À une même distance donnée d, il sera donc deux fois moins important pour la petite boule. Or nous pouvons nous rapprocher de leur voisinage (d = r pour la petite, d = R pour la grande, car c'est la distance par rapport à leur centre) :
{\displaystyle E_{R}={\frac {V\times R}{R^{2}}}}
{\displaystyle E_{r}={\frac {V\times r}{r^{2}}}={\frac {V\times R/2}{(R/2)^{2}}}={\frac {V\times R/2}{R^{2}/4}}=2{\frac {V\times R}{R^{2}}}=2E_{R}}
Finalement, le champ électrique obtenu au voisinage de la petite boule sera deux fois plus important qu'au voisinage de la grosse boule. Par extension, si le rayon de la petite boule est n fois plus petit, le champ électrique en son voisinage y est n fois plus grand.
Ce phénomène vient finalement du fait que la somme des charges q contenues sur une surface sphérique soumise à un potentiel V croit linéairement en fonction du rayon alors même que le champ électrique, lui, croit en fonction de l'inverse du carré de la distance.
Si on considère maintenant une pointe comme une boule dont le diamètre est petit (faible rayon de courbure), on obtient un champ électrique dont la valeur tend vers l'infini à son voisinage. Ce champ électrique très important va contribuer à l'ionisation de l'air et ainsi l'amorçage d'un éventuel arc électrique.

## Applications

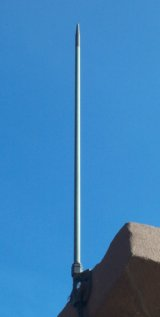
Un paratonnerre en forme de pointe métallique

Ce phénomène est très présent dans la vie quotidienne : il est, par exemple, à l'origine des feux de Saint-Elme et permet d'expliquer pourquoi la foudre tombe le plus souvent sur des objets pointus (clocher, arbre, sommet d'un parapluie et bien sûr paratonnerre). En effet, la pointe de ces objets amplifie le champ électrique en leur voisinage, favorisant ainsi la création de décharges ascendantes lorsque le canal ionisé qui précède une série d'éclairs se forme.
Sous l'action du champ électrique intense à l'extrémité de la pointe, des électrons du métal peuvent être émis (régime d'émission de champ par effet tunnel). C'est l'effet Fowler-Nordheim.

## Littérature
Jules Verne, dans Une ville flottante, paru en 1871, illustre l'effet de pointe dans la scène du dénouement du roman, chapitre XXXIII, lors du duel à l'épée entre Harry Drake et Fabian, en plein orage :

« L'orage se déchaînait alors dans toute sa fureur. Les roulements du tonnerre ne discontinuaient pas, et de violents fracas s'en détachaient par instants. L'électricité se développait avec une intensité telle, que les épées s'empanachaient d'une aigrette lumineuse, comme des paratonnerres au milieu de nuages orageux. [...] «Vous! vous ! s'écria Harry Drake s'adressant à Ellen. Vous ici ! ». Son épée haute frémissait, avec sa pointe en feu. On eût dit le glaive de l'archange Michel dans les mains du démon. Tout à coup, un éblouissant éclair, une illumination violente enveloppa l'arrière du steam-ship tout entier. Je fus presque renversé et comme suffoqué. L'éclair et le tonnerre n'avaient fait qu'un coup. Une odeur de soufre se dégageait. [...] Harry Drake, pétrifié, était resté dans la même position, mais son visage était noir ! Le malheureux, provoquant l'éclair de sa pointe, avait-il donc été foudroyé ? »